# Papuamarksmyg
Papuamarksmyg (Orthonyx novaeguineae) är en fågel i familjen marksmygar inom ordningen tättingar.

## Utseende och läte
Marksmygar är medelstora knubbiga och kortvingade tättingar med styva, taggiga stjärtpennor. Denna art har brunstreckad rygg, grå- och beigefärgade vingband och grått på ansikte som sträcker sig ner på bröstsidorna. Hanen har vitt på strupe och bröst, medan honan är orangefärgad, hos båda inramat av svart. Sången är mycket karakteristiskt, en fallande serie med genomträngande och klara visslingar som låter något oharmoniska.

## Utbredning och systematik
Papuamarksmygen förekommer på Nya Guinea. Den delas in i tre underarter med följande utbredning:
- Orthonyx novaeguineae novaeguineae – förekommer i Västpapua (Arfak och Tamrau)
- Orthonyx novaeguineae dorsalis – förekommer i Västpapua (Nassau och Snow)
- Orthonyx novaeguineae victorianus – förekommer på sydöstra Nya Guinea (Herzog och Wharton)

Underarten dorsalis inkluderas ofta i victorianus.

## Levnadssätt
Papuamarksmygen bebor mossrika bergsskogar. Där lever den på marken och födosöker genom att krafsa bland torra löv med fötterna. Den är mycket tillbakadragen och svår att få syn på.

## Status och hot
Arten har ett stort utbredningsområde, men tros minska i antal, dock inte tillräckligt kraftigt för att den ska betraktas som hotad. Internationella naturvårdsunionen IUCN listar arten som livskraftig (LC).